# Лішко Валерій Казимирович
Лішко Валерій Казимирович (нар. 26 жовтня 1937, Київ) — український біохімік, академік НАН України.

## Біографія
Валерій Лішко народився 26 жовтня 1937 у місті Києві. Вищу освіту здобув на хімічному факультеті Київського державного університету ім. Т. Г. Шевченка. Після цього навчався в аспірантурі лабораторії нервової системи Інституту біохімії АН УРСР.
Валерій Лішко захистив кандидатську та докторську дисертації: «Вивчення властивостей очищеної протеїнази мозку», «Властивості та механізм дії Na+,K+АТР-ази».
Протягом 1972—1977 років він завідував лабораторією біохімії нервової клітини Інституту фізіології ім. О. О. Богомольця АН УРСР завідувачем відділу біохімії нервової системи та лабораторії біомембран, а впродовж 1977—1988 років очолював інститут біохімії. У 1982 р.його було обрано академіком АН УРСР.
Упродовж 1982—1991 викладав у Київському державному університеті ім. Т. Г. Шевченка.
Протягом 1981—1989 Валерій Лішко був головним редактором «Українського біохімічного журналу»/\
Переїхав до США, працював у Клівлендській клініці.

## Наукова діяльність
Лішко досліджував ліпосоми, які використовувалися для моделювання процесів активного і пасивного транспорту на біологічних мембранах процесів ендо-і ек-зоцитозу. Він намагався створити нові лікарськи форми та довів доцільність застосування ліпосом для лікування гострих та хронічних форм пневмонії, бронхіальної астми, муковісцедозу та інших ураженнях легеневої тканини. Ці дослідження стали підставою для одержання патенту на «Спосіб отримання антигіпоксичного засобу в ліпосомальній формі».

### Напрями наукової роботи
- виділення та вивчення білків мембран, які формують іон-селективні канали;
- з'ясування молекулярних механізмів активного та пасивного транспорту через біологічні мембрани;
- ідентифікація потенціал-залежних каналів нервових та м'язових мембран у безклітинних системах;
- виділення розчинної форми попередника натрієвого потенціал-залежного каналу;
- реконструювання вперше у світовій практиці натрієвих каналів на штучній фосфоліпідній мембрані ліпосом, унаслідок чого було доведено, що після дезінтеграції мембрани іонний канал, вбудований у замкнуті фосфоліпідні пухирці—ліпосоми, відновлює, якщо не всі, то певну частинувластивостей
- встановлення механізмів включення білків у біологічні мембрани і транспорту білків крізь мембрани;
- дослідження дії природних токсинів з метою розширення арсеналу інструментів задля з'ясування механізмів генерації нервового імпульсу;
- моделювання процесу нейросекреції в безклітинній системі.

## Премії
- Премія ім. О. В. Палладіна (1979)
- Державна премія СРСР за вивчення молекулярного механізму генерації нервового імпульсу та створення широкого арсеналу інструментів його дослідження (1986).

## Родина
Донька — Поліна Лішко разом з чоловіком Юрієм Кірічком переїхали до Сан-Франциско. Там Юрій отримав професорську посаду в Каліфорнійському університеті у Сан-Франциско. Згодом Поліна також отримала професорську посаду і власну лабораторію в Університеті Каліфорнії в Берклі. Подружжя працює над проектами, які у разі успіху обіцяють грандіозний прорив у сферах контрацепції та подовженні тривалості життя.